# 龙翼飞
龙翼飞（1959年10月—），是中国人民大学法学院副院长，民法学者。

## 经历
龙翼飞祖籍湖南，出生于辽宁。其父为罗马法学家周枏的关门弟子龙斯荣，兄为原深圳司法局局长龙云飞，与父、兄并称中国民商法学界的“龙氏三父子”。1982年本科毕业于吉林大学法律系，获法学学士学位，1985年毕业于中国人民大学法律系民法专业，获法学硕士学位，1991年毕业于中国人民大学法律系民商法专业，获法学博士学位。
龙翼飞1985年起在中国人民大学法律系任教，现任法学院副院长、中国法学会婚姻法学研究会副会长等职，曾于1998年12月14日在北京人民大会堂为中国国家领导人主讲“社会保障与法制建设”讲座。